# 화랑도 (1950년 영화)
"화랑도"는 한국에서 제작된 1950년 영화이다. 이민 등이 주연으로 출연하였다.

## 출연

### 주연
- 이민
- 염매리
- 손전

## 기타
- 녹음: 조종국